# Concili de Braine
El concili de Braine fou una reunió de bisbes francs celebrada a la vila de Braine, a la regió de Soissons (el Soissonès). Hi van assistir diversos bisbes entre els quals Salvi d'Albi i altres bisbes occitans dels territoris de l'Aquitània austrasiana ocupada per Nèustria. En aquest concili Gregori de Tours fou declarat innocent de les greus acusacions que li havia dirigit la reina Fredegunda.